# Monachister californicus
Monachister californicus är en skalbaggsart som beskrevs av Miłosz A. Mazur 1991. Monachister californicus ingår i släktet Monachister och familjen stumpbaggar. Inga underarter finns listade i Catalogue of Life.